# یواس‌اس اکستریکیت (ای‌آراس-۱۶)
یواس‌اس اکستریکیت (ای‌آراس-۱۶) (به انگلیسی: USS Extricate (ARS-16)) یک کشتی بود که طول آن ۱۸۳ فوت ۳ اینچ (۵۵٫۸۵ متر) بود. این کشتی در سال ۱۹۴۲ ساخته شد.